# Pinos Puente
Pinos Puente ist eine Gemeinde in der spanischen Provinz Granada. Sie gehört zur Comarca Vega de Granada. Die Gemeinde hat 9.708 Einwohnern (Stand: 2024). Bürgermeister ist José Enrique Medina Ramírez (PSOE).